# Lithobius stygius
Lithobius stygius är en mångfotingart som beskrevs av Robert Latzel 1880. Lithobius stygius ingår i släktet Lithobius och familjen stenkrypare. Inga underarter finns listade i Catalogue of Life.